# Escuelas Mayores

De Escuelas Mayores is het historische hoofdgebouw van de Universiteit van Salamanca in de Spaanse stad Salamanca. Het gebouw werd opgetrokken tussen 1411 en 1533 in opdracht van Tegenpaus Benedictus XIII. Het gebouw heeft een centrale kloostergang, een bibliotheek, een collegezaal en de San Jerónimo-kapel. De bekende gevel in platereske stijl aan de Patio de las Escuelas, met het medaillon van de Katholieke Koningen, werd in 1529 toegevoegd.